# Vollenhovia cristata
Vollenhovia cristata é uma espécie de formiga do gênero Vollenhovia, pertencente à subfamília Myrmicinae.